# Phà Hậu Giang
Phà Hậu Giang hay phà Cần Thơ là một tuyến phà băng qua sông Hậu nằm trên quốc lộ 1 nối liền tỉnh Vĩnh Long và thành phố Cần Thơ, với bờ phía Vĩnh Long đặt tại thị trấn Cái Vồn, huyện Bình Minh (do đó bờ bắc còn được gọi là bến phà Cái Vồn), bờ phía Cần Thơ đặt tại phường Cái Khế, quận Ninh Kiều. Khoảng cách 2 đầu bến phà là 1840 m. Kể từ khi phà Mỹ Thuận ra đời vào đầu thế kỷ 20, hệ thống đường bộ Nam Kỳ đã mở rộng. Tại Cần Thơ, người Pháp cũng bắt đầu xây dựng bến tàu và Bungalow để cho một số tàu khách và tàu buôn ghé qua giao thương mua bán. Đến năm 1915, toàn quyền Đông Dương đã ra Nghị Định cho đắp lộ đá từ Sài Gòn đi Rạch Giá – Cần Thơ. Cùng lúc đó (khoảng 1914–1918) việc xây dựng bến phà Cần Thơ cũng được tiến hành. (1) Khi phà Cần Thơ đi vào hoạt động, đường xe từ Cần Thơ đi Sóc Trăng, Long Xuyên, Vĩnh Long cũng bắt đầu đắp và dần dần chỉnh trang.
Nhiều vị cao niên, trong đó có luật sư Nguyễn Văn Khâm, kể rằng bến phà phía Cần Thơ đầu tiên nằm tại bờ sông gần dinh Tỉnh trưởng cũ, nay là địa điểm cầu Ninh Kiều bắc qua cồn Cái Khế, sau đó mới dời về vị trí hiện nay. Phà Cần Thơ ngang sông Hậu dài 1.840 mét, trong đó bờ Vĩnh Long - bờ Bắc đặt tại thị trấn Cái Vồn, huyện Bình Minh. Trước đây, nhiều người gọi phà là " bắc" (theo âm tiếng Pháp "bac", có nghĩa là đò ngang) như bắc Cần Thơ, bắc Mỹ Thuận, Sở đò Mỹ Thuận.
Ông Nguyễn Văn Kiếm, nhân viên phà Cần Thơ từ năm 1945, tài công từ năm 1948, cho biết: "Vào những năm 1945–1950, bắc Cần Thơ chỉ có 3 chiếc nhỏ, mui trần, cập bến một đầu, mỗi chiếc chở được hai xe đò. Mỗi chiếc thường có 6 nhân viên phục vụ gồm 2 tài công chính, phụ; 2 thủy thủ và 2 thợ máy. Phà hoạt động hằng ngày từ 4 giờ sáng đến 10 giờ đêm.
Ông Lê Tấn Phát, công nhân làm việc dưới phà cho biết ponton phà lúc đó rời gồm 2 phần: phần phao nổi cố định và phần di động cho xe lên xuống. Mỗi lần phà cặp bến, từng chiếc xe đổ xuống ponton rồi bốn nhân viên mới dùng tay quay bàn cầu có hình chữ thập sao cho đúng vị trí bàn phà để xe gie xuống. Lúc cặp bến, xe chạy thẳng lên bờ khỏi phải quay đầu.
Trong cuốn Hồi ký Sơn Nam, tác giả cho biết lúc nhỏ ông có dịp xuống phà chơi nhìn thấy ở bờ sông có ngôi miếu nhỏ thờ Thủy Long, dưới hầm máy cũng có trang thờ Thủy Long. Người coi lái phà ngồi trên mui cao, còn thợ máy thì làm việc dưới hầm tối om om để theo dõi việc vận hành của máy. Mỗi lần nghe tiếng kẻng hiệu lệnh của tài công (hoa tiêu), người thợ máy vội nắm cây cần điều khiển giảm tốc độ khi phà từ từ tiến vào bờ.
Cầu Cần Thơ bắc qua sông Hậu được khởi công xây dựng vào tháng 9 năm 2004 nhằm mục đích thay thế phà Cần Thơ.